# Chevrolet Onix
Chevrolet Onix — автомобіль B-сегмента, що випускається американським автовиробником Chevrolet з 2012 року в місті Граватаї, штат Ріу-Гранді-ду-Сул, Бразилія. Автомобіль продається в країнах Меркосур спільно з Chevrolet Agile, як модель малого класу B-сегмента, більшого ніж Chevrolet Celta і меншого ніж Chevrolet Sonic.
У 2013 році був представлений седан на базі Chevrolet Onix під назвою Prisma.
Chevrolet Onix пропонується з двома типами двигунів: 1,0 л., який розвиває 78 кінських на бензині і 80 кінських сил на етанолі, а також 1,4 л, потужність якого становить 98 кінських сил на бензині і 106 на етанолі. Автомобіль пропонується з 5-ступінчастою МКП і 6-ступінчастою АКП.
- Передня підвіска: Макферсон

- Задня підвіска: напівнезалежна з торсіонною балкою